# C01-A043
C01-A043 ou [[(2-cloroetoxi)fluorohidroxifosfinil]oxi]carbonimidico cloro fluoreto é uma substancia organofosforada síntética com a fórmula molecular de {\displaystyle {\ce {C3H4Cl2F2NO3P}}}, sendo uma arma química de "extrema ação sobre o sistema nervoso", considerado por investigadores ocidentais como parte da série A-230.     